# Diego Ronquillo
Diego Ronquillo was een Spaans koloniaal bestuurder en de vijfde gouverneur-generaal van de Filipijnen.

## Biografie
Na de dood van Gonzalo Ronquillo op 10 maart 1583 werd diens neef Diego Ronquillo ad interim aangesteld als nieuwe gouverneur-generaal van de Filipijnen.
Zijn termijn begon met een grote brand die ontstond tijdens de begrafenismis voor Gonzalo Ronquillo. Deze brand  
verwoestte een groot deel van de stad Manilla, waaronder de houten kathedraal, de woning van de bisschop en het handelswaar dat klaar lag om naar Nieuw-Spanje te worden verscheept met het eerstvolgende Manillagaljoen. Tijdens de veertien maanden als gouverneur stuurde Ronquillo een expeditie naar enkele opstandige provincies als Leyte en Pangasinan, waar de inwoners weigerden om belastingen te betalen aan de Spaanse koloniale overheid.
Na de aankomst van Santiago de Vera op 16 mei 1584 in de Filipijnen eindigde zijn periode als interim-gouverneur en werd hij opgevolgd door De Vera.